# Metaeritrichium microuloides
Metaeritrichium microuloides är en strävbladig växtart som beskrevs av Wen Tsai Wang. Metaeritrichium microuloides ingår i släktet Metaeritrichium och familjen strävbladiga växter. Inga underarter finns listade i Catalogue of Life.